# William Forsyth
William Forsyth (1737-25 de julio de 1804) fue un botánico escocés. Fue un importante directivo horticultor Real, y un miembro fundador de la Royal Horticultural Society.
Forsyth había nacido en Old Meldrum, Aberdeenshire, y se entrenó como jardinero-horticultor en el Chelsea Physic Garden. En 1779 fue designado como jefe superintendente de los Jardines Reales en Kensington y en St James’s.
Su bisnieto fue el jardinero y arquitecto paisajista Joseph Forsyth Johnson (1840-1906). Y es el bisabuelo del cantante británica Bruce Forsyth.

## Algunas publicaciones
Forsyth publicó libros sobre las enfermedades de la madera y el cuidado apropiado de los árboles:
- William Forsyth. Observation on the diseases, defects, and injuries in all kinds of Fruit and Forest Trees. Londres, 1791
- ----. A Treatise on the culture and management of Fruit-Trees. Londres, 1802

## Honores

### Epónimos
En su honor se nombró un género de planta fanerógama: Forsythia Vahl 1804
- La abreviatura «Forsyth» se emplea para indicar a William Forsyth como autoridad en la descripción y clasificación científica de los vegetales.[2]

## Fuente
- Anne-Marie Bogaert-Damin; Jacques A. Piron. 1992. Livres de fruits du xvie au xxe siècle : dans les collections de la Bibliothèque universitaire Moretus Plantin. Presses Universitaires de Namur (Namur), colección Publication de la bibliothèque universitaire Moretus Plantin (Namur) : 265 pp. ISBN 2-87235-013-6